# Serropalpus insulcatus
Serropalpus insulcatus is een keversoort uit de familie zwamspartelkevers (Melandryidae). De wetenschappelijke naam van de soort werd in 1945 gepubliceerd door Maurice Pic.